# Luigi Monteghirfo
Luis Alberto Monteghirfo Alayza, conocido por su seudónimo Luigi Monteghirfo, es un presentador, reportero y actor peruano, que ha desarrollado su trayectoria en series y programas de televisión en su país. Es hermano del actor Sebastián Monteghirfo.

## Biografía
Proveniente de una familia de clase media, es hermano mayor del actor Sebastián Monteghirfo. Comenzó su carrera artística como actor, formándose en el Club de Teatro de Lima y en los talleres de actuación de Pold Gastello. Durante su carrera actoral, participó en los repartos recurrentes de las teleseries Misterio (2004), La gran sangre (2006), Las vírgenes de la cumbia (2006) y La pre (2008).[cita requerida]
En el año 2007 participó en la obra teatral La fiesta del chivo de Mario Vargas Llosa, compartiendo roles junto a los primeros actores Alberto Ísola, Leonardo Torres Descalzi, Ana Cecilia Natteri, Carlos Victoria y Jorge Chiarella Krüger, y los otros actores Bruno Odar, Monserrat Brugué, Miguel Iza, Rómulo Assereto, Óscar Beltrán, Óscar Carrillo y Anneliese Fiedler. Años más tarde, en 2009 se acredita en el reparto central de la obra Sala de ensayo.
Pero fue hasta el año 2013, cuando asumiría la conducción del programa televisivo Dilo cantando de Frecuencia Latina, compartiendo el rol junto a Laura Huarcayo, además de la incorporación de Diego Dibós en la composición de las canciones del espacio. Previo a ello, se desempeñó como reportero del programa de prensa rosa Amor, amor, amor durante los años 2012 y 2013, además de presentarse para la firma de autógrafos en Plaza Norte.
Tras la cancelación de Dilo cantando, en ese año fue anunciado como presentador del programa inmoviliario semanal Ángeles a la obra por el mismo canal. En el día de su estreno, contó como primer invitado especial al fallecido actor Ricky Tosso.
En el año 2014, fue parte de la conducción del magacín de espectáculos Chollyshow por el canal ATV, en reemplazo de la expersonalidad de televisión Jenko del Río y compartiría el programa junto a la modelo y presentadora Georgette Cárdenas. Durante el estreno, recibió críticas del público debido a la incorporación de las figuras de la farándula peruana como presentadores. Sin embargo, fue separado de la televisora al año siguiente siendo reemplazado por del Río.
Monteghirfo fue presentador del programa culinario Huarikes por Willax Televisión en 2016, en dupla junto a su hermano Sebastián. En esa época, fue parte del elenco central de la película Relatos para no dormir.[cita requerida]
En el año 2017, se suma al elenco principal del late show peruano La banda del Chino de América Televisión, asumiendo el rol de reportero por varias temporadas consecutivas hasta su renuncia en 2023. Durante su etapa en el dicho programa, fue por breve tiempo conductor interno en el año 2022, en reemplazo del presentador principal Aldo Miyashiro.
Monteghirfo retoma su carrera actoral en el año 2017 como parte del reparto protagónico de la película Once machos bajo el papel de Luis, retomando el papel en la secuela de 2019. Al año siguiente, participó como rol recurrente en la teleserie del mismo canal De vuelta al barrio interpretando a Kike Romero.
En el año 2024, fue anunciado como concursante de la décima temporada del reality culinario El gran chef famosos de Latina Televisión, compitiendo contra otras personalidades del espectáculo locales.

## Filmografía

### Televisión
| Año       | Título                    | Papel                     | Rol                              | Notas                            | Emisión            |
| --------- | ------------------------- | ------------------------- | -------------------------------- | -------------------------------- | ------------------ |
| 2004      | Misterio                  |                           | Reparto recurrente               | Serie de televisión              | Frecuencia Latina  |
| 2006      | La gran sangre            |                           | Reparto recurrente               | Serie de televisión              | Frecuencia Latina  |
| 2006      | Las vírgenes de la cumbia | Rubén Sandoval            | Reparto recurrente               | Serie de televisión              | Frecuencia Latina  |
| 2008      | La pre                    | Leonardo Gozzing Ferreiro | Reparto recurrente               | Telenovela                       | Frecuencia Latina  |
| 2008-2009 | Graffiti                  | Nelson                    | Reparto recurrente               | Telenovela                       | Frecuencia Latina  |
| 2012-2013 | Amor, amor, amor          | Él mismo                  | Reportero                        | Programa de prensa rosa          | Frecuencia Latina  |
| 2013      | Dilo cantando             | Él mismo                  | Presentador                      | Programa de televisión de música | Frecuencia Latina  |
| 2013      | Ángeles a la obra         | Él mismo                  | Presentador                      | Programa inmoviliario            | Frecuencia Latina  |
| 2014-2015 | Chollyshow                | Él mismo                  | Copresentador                    | Programa de prensa rosa          | ATV                |
| 2016      | Huarikes                  | Él mismo                  | Presentador                      | Programa culinario de reportajes | Willax Televisión  |
| 2016      | Valiente amor             | «El Gringo»               | Reparto principal                | Telenovela                       | América Televisión |
| 2017-2023 | La banda del Chino        | Él mismo                  | Reportero y presentador interino | Late show informativo            | América Televisión |
| 2018      | De vuelta al barrio       | Kike Romero               | Reparto recurrente               | Serie de televisión              | América Televisión |
| 2018      | Mi esperanza              | Dante «Clorito»           | Reparto recurrente               | Telenovela                       | América Televisión |
| 2024      | El gran chef famosos      | Él mismo                  | Participante (temporada 10)      | Programa concurso culinario      | Latina Televisión  |

### Cine
- Relatos para no dormir (2015), reparto principal.
- Once machos (2017), protagonista.
- Aj Zombies! (2017), reparto principal.
- Once machos 2 (2019), protagonista.

### Teatro
- La fiesta del chivo (2007), reparto principal.
- Sala de ensayo (2009), reparto principal.[4]

### Programas web
- La pura verdura (2024), entrevistado.[2]